# Большанск
Больша́нск — деревня в Холм-Жирковском районе Смоленской области России. Входит в состав Холм-Жирковского городского поселения. По состоянию на 2007 год постоянного населения не имеет.
Расположена в северной части области в 2 км к югу от Холм-Жирковского, в 33 км севернее автодороги М1 «Беларусь», на берегу реки Соля. В 12 км западнее деревни расположена железнодорожная станция Игоревская на линии Дурово — Владимирский Тупик.

## История
В годы Великой Отечественной войны деревня была оккупирована гитлеровскими войсками в октябре 1941 года, освобождена в марте 1943 года.